# ルイ・フィリップ (曖昧さ回避)
ルイ・フィリップ（フランス語: Louis-Philippe）
単独で呼称される場合は7月王政でフランス国王に即位したルイ・フィリップ1世を指すことが多い。
- オルレアン家
  - ルイ・フィリップ1世 (オルレアン公)
  - ルイ・フィリップ2世 (オルレアン公)
  - ルイ・フィリップ（フランス王）（オルレアン公ルイ・フィリップ3世）
  - ルイ・フィリップ・ロベール (オルレアン公)

- ベルギー王族
  - ルイ＝フィリップ (ベルギー王太子)（ベルギー初代国王レオポルド1世の息子、フランス王ルイ・フィリップの孫）